# Baluartes de Filipeia de Nossa Senhora das Neves
Os Baluartes de Filipeia de Nossa Senhora das Neves localizavam-se na antiga povoação de Filipeia de Nossa Senhora das Neves, atual cidade de João Pessoa, no estado da Paraíba, no Brasil.

## História
BARRETTO (1958) refere que a Carta-régia de 27 de janeiro de 1739 determinou a construção, naquela capital, de dois baluartes de faxina, estacas, saibro e cal. Certamente destinados à defesa do ancoradouro fluvial da povoação, o mesmo autor cita que, por falta de engenheiro disponível, essas obras ficaram a cargo do Tenente Diogo da Silveira Veloso (op. cit., p. 123).